# Paul Campbell
Paul Campbell (Vancouver, 22 juni 1979) is een Canadees acteur.

## Filmografie
Uitgezonderd eenmalige gastrollen.
- A Godwink Christmas (2018) als Gery Conover
- The Girl in the Bathtub (2018) als Paul
- Sun, Sand & Romance (2017) als Michael Shepard
- Once Upon a Holiday (2015) als Jack Langdon
- Spun Out (2014-2015) als Ryan Beckett
- Surprised by Love (2015) als Maxwell Gridley
- Rusty Steel (2014) als Mike
- Preggoland (2014) als Danny Makerman
- Dirty Singles (2014) als Jack
- Window Wonderland (2013) als Jake Dooley
- Emily Owens M.D. (2013) als Scott
- The Big Year (2011) als Tony
- Killer Mountain (2011) als Tyler
- Almost Heroes (2011) als Terry
- Normal (2011) als Dr. Tatsciore
- Bond of Silence (2010) als Officer Haines
- Knight Rider (2008-2009) als Billy Morgan
- Play the Game (2009) als David Mitchell
- No Heroics (2009) als Pete
- Bagboy (2007) als Phil Piedmonstein
- 88 Minutes (2007) als Albert Jackson
- Battlestar Galactica (2004-2006) als Billy Keikeya
- Nobody's Watching (2006) als Will
- Severed (2005) als Tyler
- The Long Weekend (2005) als Roger
- Ill Fated (2004) als Jimmy
- Battlestar Galactica (2003) als Billy Keikeya
- Andromeda (2003) als Bowlus
- We'll Meet Again (2002) (2002) als Bobby Burke

- Gemeinsame Normdatei: 1222029286
- International Standard Name Identifier: 0000 0000 5122 8225
- Library of Congress Control Number: no2007115868
- SNAC: w6rc0905
- Virtual International Authority File: 34245997
- WorldCat: E39PBJy8rqcMpvDpHX8XQH6xjC